# Monts Kučka krajina

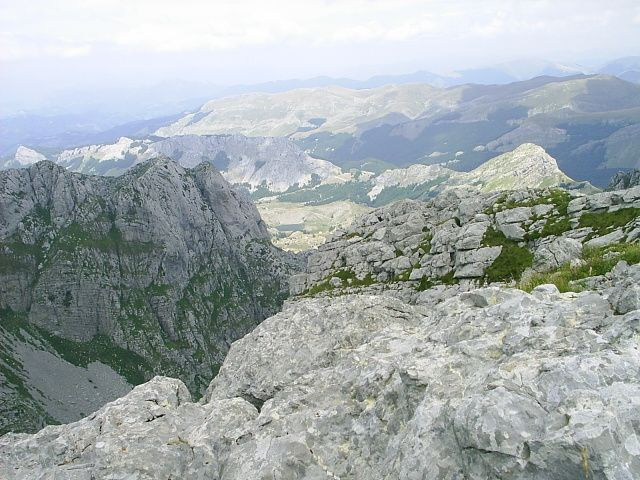
Paysage depuis le sommet du mont Surdup.

Les monts Kučka krajina sont situés à la frontière entre l'Albanie et le Monténégro, dans les Alpes dinariques.

## Toponymie
Le nom du massif signifie « la région de Kuchi », du nom d'un clan monténégrin. Il était autrefois appelée Zijovo ou Zijevo.

## Géographie

### Topographie
Le massif est situé au nord-est de la capitale monténégrine Podgorica, dans une région préservée légèrement à cheval avec la frontière avec l'Albanie. Il est parfois considéré comme un prolongement occidental du Prokletije (certaines sources gouvernementales l'appellent Kucke Prokletije), mais en est séparé par la rivière Cijevna (selon les clubs alpins locaux et d'anciens documents de l'armée). Il est bordé à l'ouest par la Morača et la Mala rijeka (« petite rivière »), ainsi que par la route Podgorica – Lijeva Rijeka – Veruša, et au sud par la Zeta. Au nord des monts Kučka krajina s'élève le massif de Komovi. Le sommet principal est le Surdup (2 184 m et près de 20 sommets dépassent les 2 000 mètres d'altitude.
Les principaux sommets sont :
| - Surdup (2 184 m) - Štitan (2 165 m) - Maglič (2 142 m) - Kanjavi vrh (2 140 m) - Žijevo (2 131 m) - Šila Velja (2 129 m) - Stožina (2 120 m) - Ždrebarnik (2 103 m) - Vilijar (2 096 m) - Vila (2 093 m) - Jovanov vrh (2 084 m) - Smojan (2 080 m) - Štrungeze (2 053 m) - Pasjak (2 051 m) - Treskavac (2 024 m) | - Krisitor (2 024 m) - Toljevac (2 022 m) - Viljenica (2 009 m) - Prijun (2 005 m) - Pločnik (2 003 m) - Bigeze (1 988 m) - Beškeza (1 954 m) - Velji vrh (1 916 m) - Crna planina (1 911 m) - Torač (1 882 m) - Prasica (1 882 m) - Kariman (1 875 m) - Kodra kučka (1 858 m) - Hum oraovski (1 834 m) - Đebeza (1 755 m) |

Les principaux lacs sont :
- Bukumirsko jezero
- Dugacko jezero/Malo Bukumirsko
- Rikavacko jezero
- Jezerce/Guzovalj jezero
- Nenze jezero

### Géologie
À l'instar du Prokletije, la géomorphologie du massif possède des traces de la présence d'anciens glaciers qui pouvaient atteindre 200 mètres d'épaisseur, et présente un relief karsique très ciselé.

### Faune et flore
Les versants septentrionaux, et dans une moindre mesure les méridionaux, sont boisés. Le reste du massif est quasiment dépourvu d'arbre.

## Activités

### Agriculture
Le massif conserve une forte tradition pastorale. Il accueille de nombreux troupeaux d'ovins et abrite encore quelques katuns, des abris de bergers faits de branchages ou de pierres.

### Randonnée
La période estivale est la meilleure saison pour découvrir le massif. Il n'existe aucun refuge dans ces montagnes mais le camping sauvage est largement toléré en l'absence d'accommodations. Il est également possible de demander un abri dans les katuns.